# Etnomatemática

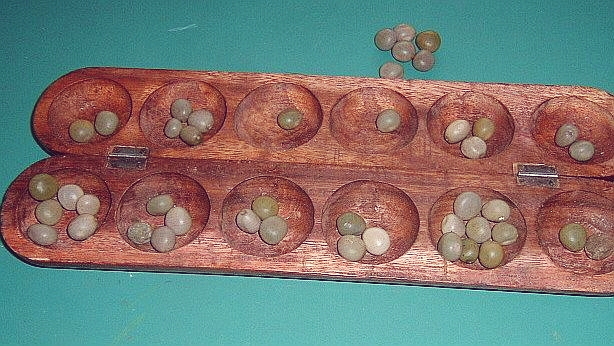
Bantumi o Kalaha, um jogo africano objecto de um estudo etnomatemático.

A etnomatemática surgiu na década de 1970,  com base em críticas sociais acerca do ensino tradicional da matemática, como a análise das práticas matemáticas em seus diferentes contextos culturais. Mais adiante, o conceito passou a designar as diferenças culturais nas diferentes formas de conhecimento. Pode ser entendida como um programa interdisciplinar que engloba as ciências da cognição, da epistemologia, da história, da sociologia e da difusão.
A palavra foi cunhada da junção dos termos techné, mátema e etno. Segundo Ubiratan D'Ambrósio o Programa Etnomatemática "tem seu comportamento alimentado pela aquisição de conhecimento, de fazer(es) e de saber(es) que lhes permitam sobreviver e transcender, através de maneiras, de modos, de técnicas, de artes (techné ou 'ticas') de explicar, de conhecer, de entender, de lidar com, de conviver com (mátema) a realidade natural e sociocultural (etno) na qual ele, homem, está inserido." Também definida como a "arte ou técnica de explicar e conhecer das diferentes etnias ou culturas", segundo Heldene Leicam(2022).
Tomando o campo da matemática como exemplo, numa perspectiva etnomatemática, o ensino deste ganha contornos e estratégias específicas, peculiares ao campo perceptual dos sujeitos aos quais se dirige. A matemática vivenciada pelos meninos em situação de rua, a matemática desenvolvida em classes do ensino supletivo, a geometria na cultura indígena, são completamente distintas entre si em função do contexto cultural e social na qual estão inseridas.
A ampla finalidade da Etnomatemática é reconhecer a cultura plural, que é responsável pela constituição do país e elaborar um padrão educacional que responda aos anseios de seu povo. Ela deve estar a serviço da construção da responsabilidade social e da cidadania. A etnomatemática é uma abordagem histórico-cultural da disciplina. A matemática deve ser compreendida não apenas como uma constituição social mas também como uma construção histórica e política. Os povos com suas diferentes culturas, têm múltiplas maneiras de trabalhar com o conceito matemático. Todos os diferentes grupos sociais produzem conhecimentos matemáticos. A etnomatemática valoriza estas diferenças e afirma que toda a construção do conhecimento matemático é válida e está intimamente vinculada a tradição, à sociedade e à cultura de cada povo. Devemos lembrar que, a matemática apareceu para suprir as necessidades básicas do homem, através da construção de matérias de pedra, de osso, de barro, de metal, e esse material era utilizado em moradias, vasilhames, utensílios, etc.
Segundo D'Ambrósio (2002), não se deve tentar construir uma epistemologia para a Etnomatemática, já que assim estar-se-ia propondo uma explicação final para a mesma, o que na sua visão, feriria a ideia central do programa, que é entender a aventura da espécie humana na busca de conhecimento e na adoção de comportamentos. Por outro lado, pesquisadores de renome na área, têm levantado discussões a respeito do reconhecimento da Etnomatemática como uma Ciência, que estaria numa "zona de confluência" entre a Matemática e a Antropologia Cultural. 
Sebastiani Ferreira (1991) recorre às ideias de Thomas Kuhn, um filósofo da Ciência, que no seu livro "A Estrutura das Revoluções Científicas" apresenta os caminhos que deve percorrer um acento científico desde seu nascimento até sua ruptura, através de uma revolução, e conclui que de acordo com as ideias kuhnianas, a Etnomatemática pode ser classificada como um acento, movimento e até mesmo uma filosofia, o que garante sua caracterização como um paradigma. de acordo com Kuhn "o paradigma já existe quando a teoria não existe" e este é o caminho para o reconhecimento como Ciência.
D'Ambrosio acredita que a Etnomatemática possui várias dimensões que na maioria das vezes estão interligadas, e para efeito didático as classifica deste modo:
Dimensão conceitual, vemos que é de extrema importância não desvalorizarmos um determinado conhecimento em prol do nosso próprio conhecimento.
Dimensão histórica, olhamos a historicidade de cada povo, grupo ou sociedade, percebemos fazeres e saberes próprios inerentes a cada cultura, onde os instrumentos materiais e intelectuais falam muitos sobre como estes indivíduos lidam e veem a sua realidade.
Dimensão epistemológica, vemos o estudo crítico dos princípios, hipótese e resultados das ciências já constituídas, e que visa determinar os fundamentos lógicos, o valor e o alcance dos objetos delas, também chamada de teoria do conhecimento.
Dimensão cognitiva, são debatidos os modos de quantificar, comparar, explicar, generalizar, dentre outros, da espécie humana. Mas a cognição é mais do que simplesmente a aquisição do conhecimento e consequentemente, uma boa adaptação ao meio, já que a capacidade cognitiva se aperfeiçoa a todo momento.
Dimensão política, percebemos as relações de poder, a valorização de um saber ou fazer em subordinação de um ou exclusão de outro.
Dimensão educacional, a educação é a ação ou o processo de dar ou receber conhecimentos, de modo a desenvolver o poder de raciocínio e julgamento e, preparar intelectualmente a si mesmo ou aos outros para a vida adulta.